# Альбазини, Микаэль
Микаэль Альбазини (итал. Michael Albasini, род. 20 декабря 1980 в Мендризио, Швейцария) — швейцарский профессиональный шоссейный велогонщик, выступающий с 2012 года за команду Mitchelton-Scott.

## Достижения
1998
 Чемпион Швейцарии до 19 лет в групповой гонке
2002
 Чемпион Европы до 23 лет в групповой гонке
2005
 Тур Швейцарии — этап 5 и спринтерская классификация
2006
 Тур Швейцарии — горная и спринтерская классификации
2007
Круг Сарты — этап 4
2008
Тур Люксембурга — этап 3 и 2-е место в общем зачёте
2009
 Тур Австрии — этап 2 и генеральная классификация
Тур Страны Басков — этап 4
Тур Швейцарии — этап 5
2010
 Тур Британии — этап 3 и генеральная классификация
2011
Вуэльта Испании — этап 13
Гран-при кантона Аргау
 Тур Страны Басков — горная классификация
Тур Баварии — этап 3 и 3-е место в общем зачёте
2012
 Вуэльта Каталонии — генеральная классификация
Тур Швейцарии — этап 8
 Чемпионат Швейцарии в групповой гонке — 2-е место
2013
Гран-при кантона Аргау
Париж — Ницца — этап 4
Тур де Франс — этап 1 (ТТТ)
2014
Тур Романдии — этапы 1, 2 и 4
 Чемпионат Швейцарии в групповой гонке — 2-е место
Тре Валли Варезине
2015
Тур Романдии — этапы 2 и 3
3-й — Флеш Валонь
2016
Тур Романдии
 — очковая классификация
1-й на этапе 5
2-й — Льеж — Бастонь — Льеж
7-й — Флеш Валонь
2017
1-й на этапе 2 — Тур Страны Басков
1-й на этапе 2 — Тур Романдии
2-й — Вуэльта Риохи
3-й — Амстел Голд Рейс
5-й — Флеш Валонь
7-й — Льеж — Бастонь — Льеж

## Статистика выступлений

### Чемпионаты
| Соревнование        | Соревнование | 2004 | 2005 | 2006 | 2007 | 2008 | 2009 | 2010 | 2011 | 2012 | 2013 | 2014 | 2015 | 2016 |
| ------------------- | ------------ | ---- | ---- | ---- | ---- | ---- | ---- | ---- | ---- | ---- | ---- | ---- | ---- | ---- |
| Олимпийские игры    | ITT          | —    | —    | —    | —    | —    | —    | —    | —    | 30   | —    | —    | —    | —    |
| Олимпийские игры    | RR           | —    | —    | —    | —    | —    | —    | —    | —    | 96   | —    | —    | —    | DNF  |
| Чемпионат мира      | RR           | DNF  | DNF  | 73   | —    | —    | 82   | DNF  | 86   | 17   | DNF  | 66   | 66   | —    |
| Чемпионат Швейцарии | RR           | —    | —    | —    | —    | —    | —    | —    | —    | 2    | 13   | 2    | 12   | 14   |

### Гранд Туры
| Гранд-Тур       | 2004 | 2005 | 2006 | 2007 | 2008 | 2009 | 2010 | 2011 | 2012 | 2013 | 2014 | 2015 | 2016 | 2017 |
| --------------- | ---- | ---- | ---- | ---- | ---- | ---- | ---- | ---- | ---- | ---- | ---- | ---- | ---- | ---- |
| Джиро д'Италия  | 88   | —    | —    | —    | —    | —    | 123  | —    | —    | —    | —    | —    | —    | —    |
| Тур де Франс    | —    | 145  | 117  | 59   | —    | —    | —    | —    | 110  | 86   | 70   | DNF  | 132  | 98   |
| Вуэльта Испании | —    | —    | —    | —    | —    | DNF  | —    | 123  | —    | —    | —    | —    | —    | —    |

| - Джиро д'Италия - Участие:2 - 2004: 88 - 2010: 123 | - Тур де Франс - Участие:8 - 2005: 145 - 2006: 117 - 2007: 59 - 2012: 110 - 2013: 86; Победа на этапе 4 (ТТТ) - 2014: 70 - 2015: сход на этапе 6 - 2016: 132 | - Вуэльта Испании - Участие:2 - 2009: сход на этапе 11 - 2011: 123; Победа на этапе 13 |